# Dziekanowice (Grande-Pologne)
Pour les articles homonymes, voir Dziekanowice.
Dziekanowice (prononciation : [d͡ʑɛkanɔˈvit͡sɛ]) est un village polonais de la gmina de Łubowo dans le powiat de Gniezno de la voïvodie de Grande-Pologne dans le centre-ouest de la Pologne.
Il se situe à environ 5 kilomètres à l'ouest de Łubowo (siège de la gmina), à 15 kilomètres à l'ouest de Gniezno (siège du powiat) et à 35 kilomètres à l'est de Poznań (capitale régionale).
Le village possédait une population de 411 habitants en 2011.

## Histoire
De 1975 à 1998, le village faisait partie du territoire de la voïvodie de Poznań.

Depuis 1999, Dziekanowice est situé dans la voïvodie de Grande-Pologne.
Le village abrite depuis 1993 le parc ethnographique de Grande-Pologne : il s'agit d'une musée en plein air exposant une reconstitution d'un village typique du XIXe siècle, avec ses maisons, ses étables, son église en bois, ainsi qu'un manoir et une chapelle.

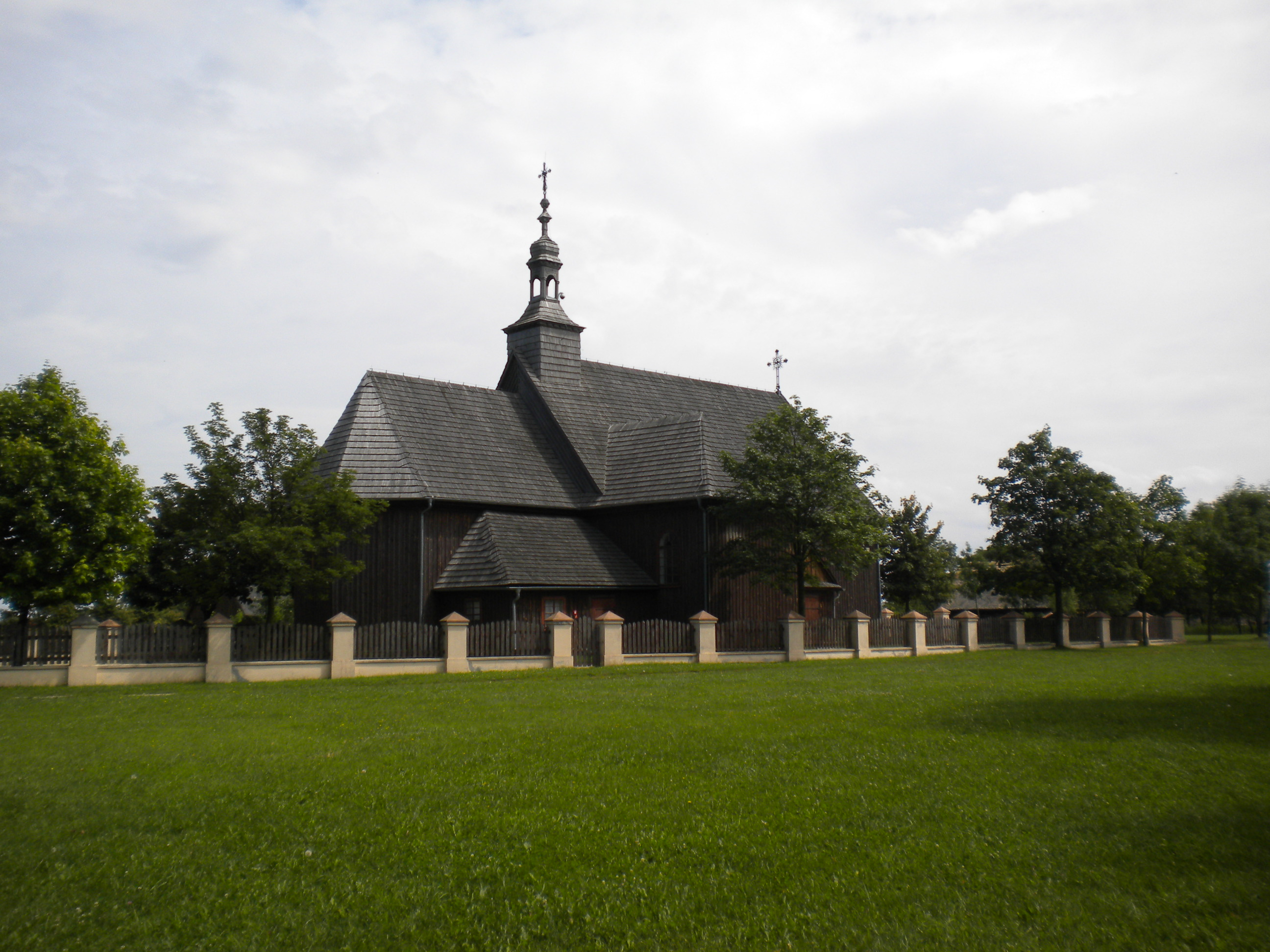
L'église en bois.
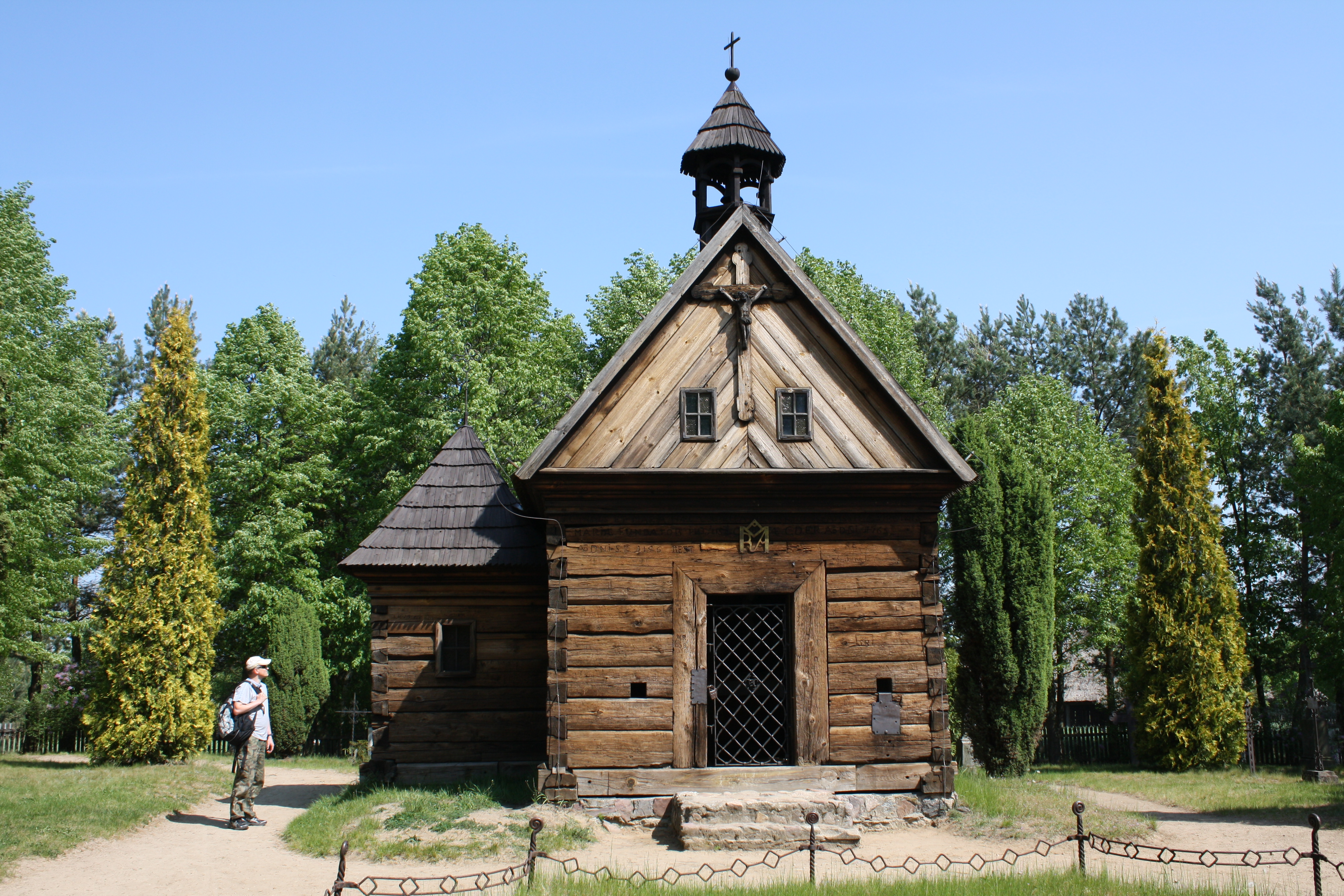
La chapelle.
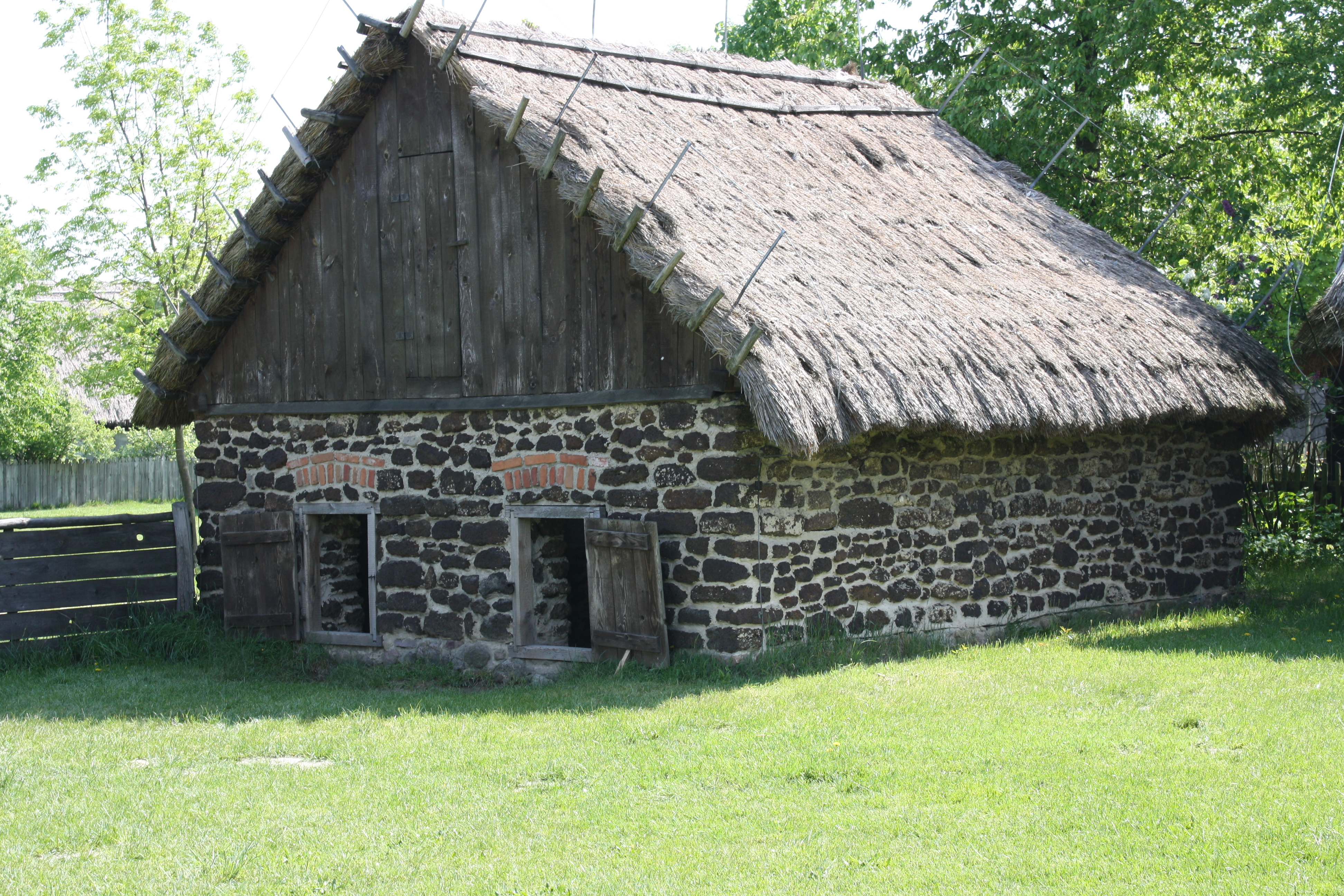
Reconstitution d'une cave.
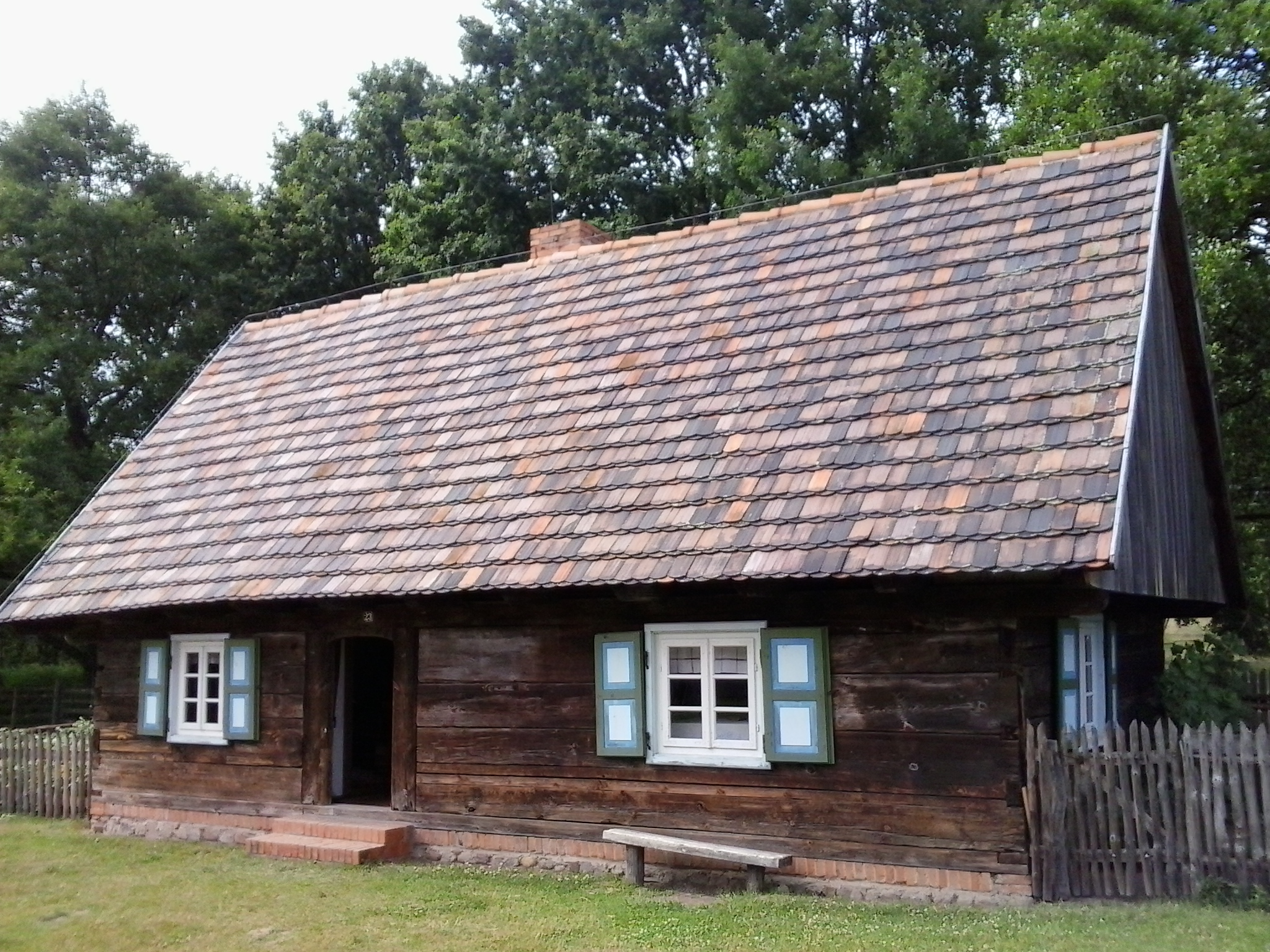
Reconstitution d'une maison.
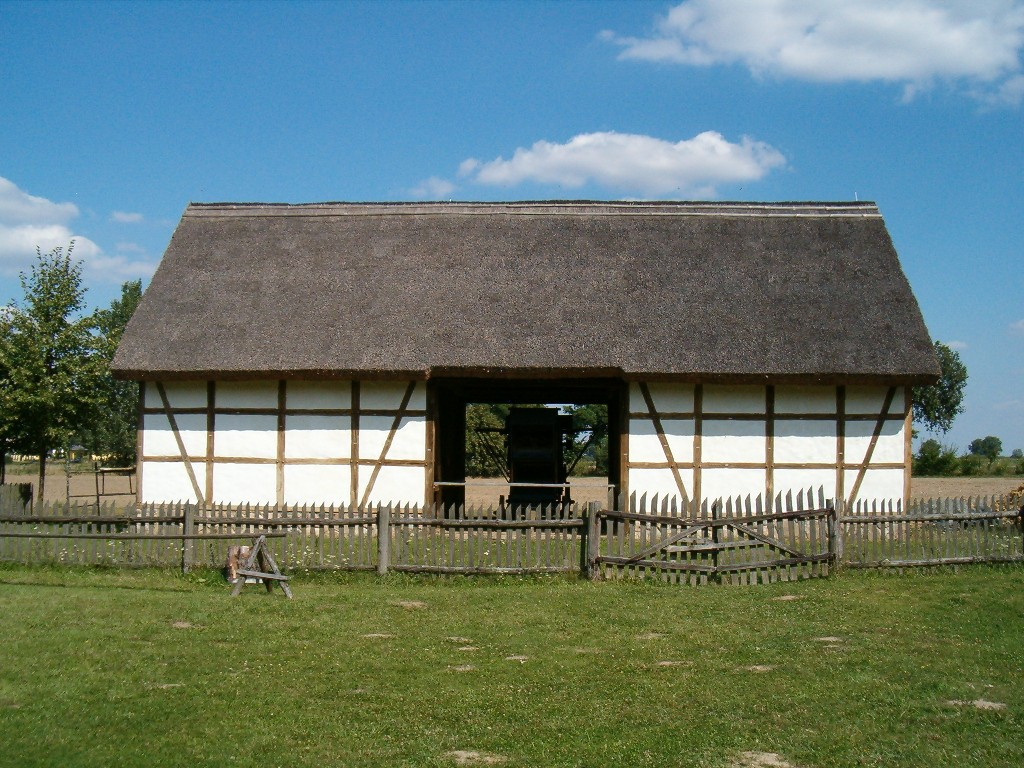
Reconstitution d'une grange.
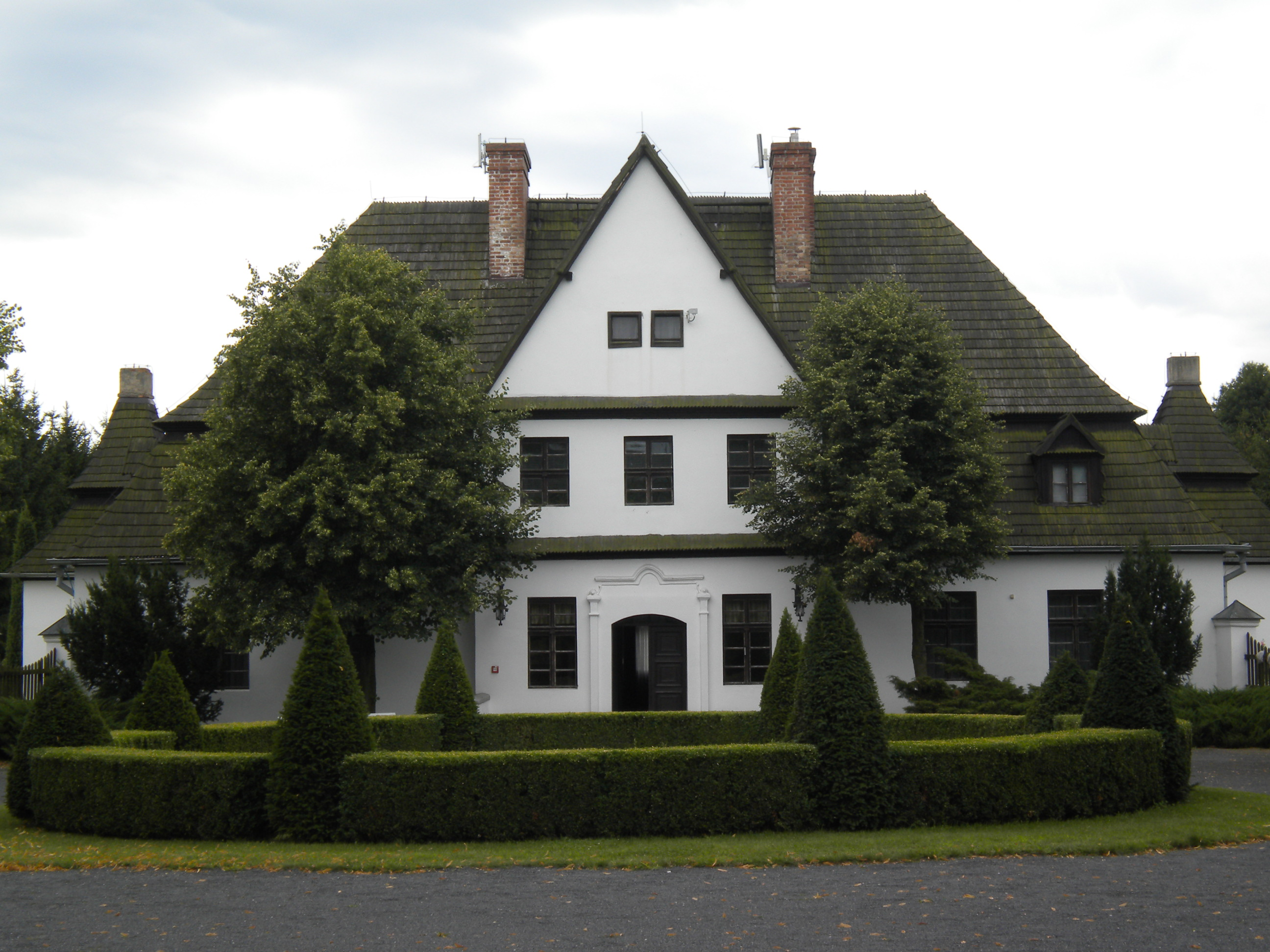
Le manoir.
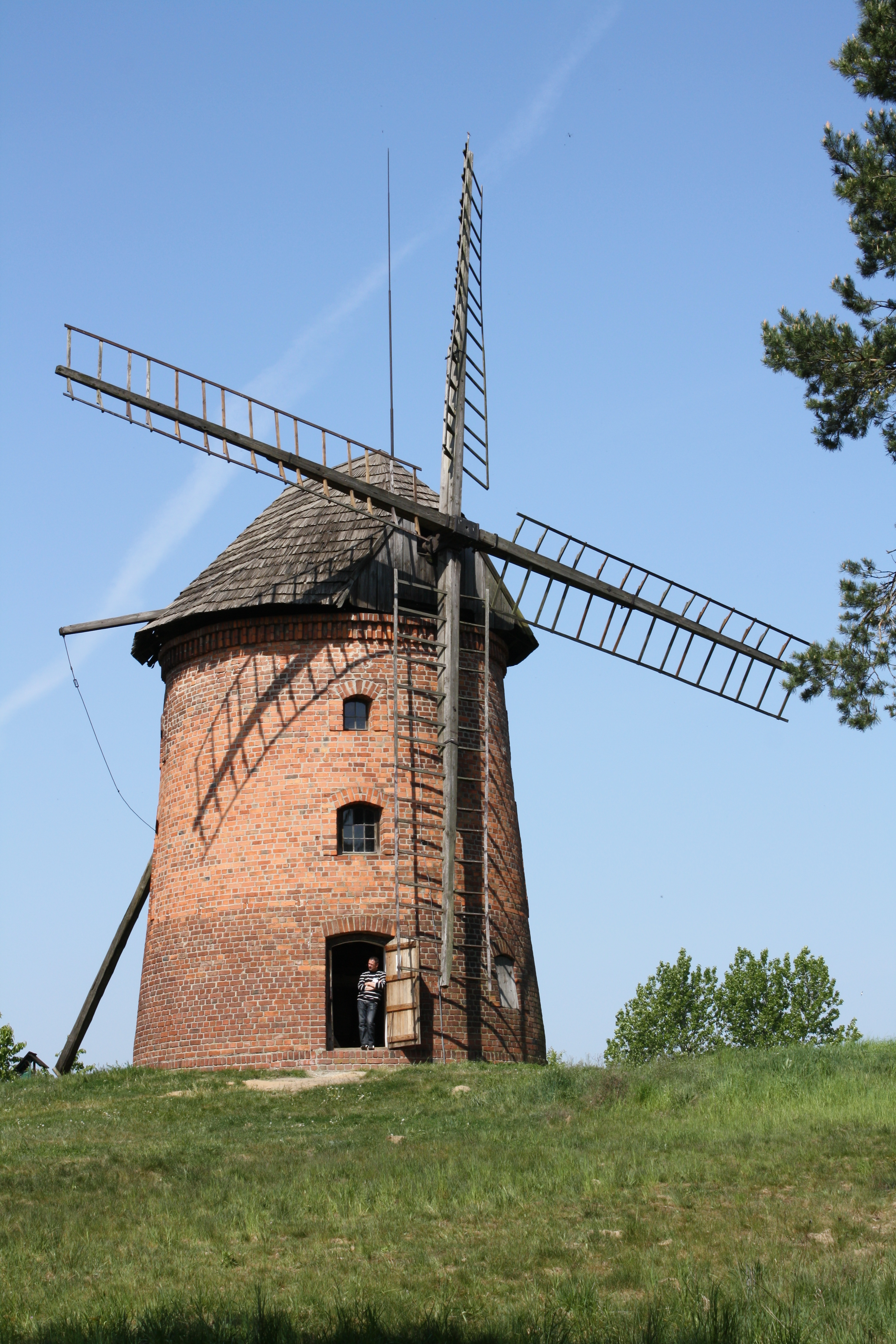
Reconstitution d'un moulin.